# Нефтяная
Нефтяная (иногда Нефтянная) — станица в Апшеронском районе Краснодарского края России. Входит в состав Нефтегорского городского поселения.

## География
Станица расположена на реке Туха, в горно-лесной зоне, в 10 км к юго-западу от Апшеронска.

### Улицы
| - пер. Больничный, - пер. Крупский, - пер. Луговой, - пер. Майский, - пер. Молодёжный, - пер. Партизанский, - пер. Садовый, - пер. Советский, | - ул. Заводская, - ул. Заречная, - ул. Кирова, - ул. Комсомольская, - ул. Короткая, - ул. Красная, - ул. Кривая, - ул. Ленина, | - ул. Партизанская, - ул. Пионерская, - ул. Пушкина, - ул. Северная, - ул. Февральская, - ул. Фрунзе, - ул. Шоссейная. |

## История
Станица Нефтяная образована в 1864 году; c 1871 по 1888 — посёлок Нефтяной.
В 1873 году в Казанскую церковь станицы требовался священник. На тот момент в станице проживал 441 человек.

## Население
| 2002 | 2010  |
| ---- | ----- |
| 1865 | ↗2065 |